# Сехор (округ)
Сехор (хинди सीहोर जिला; англ. Sehore) — округ в индийском штате Мадхья-Прадеш. Административный центр — город Сехор. Площадь округа — 6578 км². По данным всеиндийской переписи 2001 года население округа составляло 1 078 912 человек. Уровень грамотности взрослого населения составлял 63,1 %, что выше среднеиндийского уровня (59,5 %). Доля городского населения составляла 18 %.